# Escuela toscana
Escuela toscana o Escuela de Toscana puede referirse a:
- Cualquiera de las escuelas artísticas que se desarrollaron en la región de Toscana en cualquiera de las artes, especialmente las bellas artes: la literatura y las artes plásticas (la pintura, la escultura y la arquitectura):

- Escuelas pictóricas

- Escuela de Lucca o de Lucca y Pisa
- Escuela florentina
- Escuela sienesa

- Datos: Q5838234